# Cecilia (Louisiana)
Cecilia és una població dels Estats Units a l'estat de Louisiana. Segons el cens del 2000 tenia 1.505 habitants.

## Demografia
Segons el cens del 2000, Cecilia tenia 1.505 habitants, 531 habitatges, i 396 famílies. La densitat de població era de 334 habitants/km².
Dels 531 habitatges en un 38,8% hi vivien nens de menys de 18 anys, en un 52,7% hi vivien parelles casades, en un 17,9% dones solteres, i en un 25,4% no eren unitats familiars. En el 21,5% dels habitatges hi vivien persones soles el 8,1% de les quals corresponia a persones de 65 anys o més que vivien soles. El nombre mitjà de persones vivint en cada habitatge era de 2,83 i el nombre mitjà de persones que vivien en cada família era de 3,33.
Per edats la població es repartia de la següent manera: un 30,6% tenia menys de 18 anys, un 10,4% entre 18 i 24, un 29,1% entre 25 i 44, un 19,3% de 45 a 60 i un 10,5% 65 anys o més.
L'edat mediana era de 32 anys. Per cada 100 dones de 18 o més anys hi havia 88,4 homes.
La renda mediana per habitatge era de 25.976 $ i la renda mediana per família de 29.653 $. Els homes tenien una renda mediana de 36.250 $ mentre que les dones 16.959 $. La renda per capita de la població era de 10.931 $. Entorn del 27,5% de les famílies i el 31,4% de la població estaven per davall del llindar de pobresa.

## Poblacions més properes
El següent diagrama mostra les poblacions més properes.